# Stizocera plumbea
Stizocera plumbea là một loài bọ cánh cứng trong họ Cerambycidae.